# 加西亞角 (杜費克海岸)
加西亞角（英語：Garcia Point），是南極洲的海岬，位於杜費克海岸，處於德加納爾冰川終點南岸，以美國研究計劃的氣象學家命名，現時由南極條約體系管理。